# وین‌باربیتال
وین‌باربیتال (انگلیسی: Vinbarbital) یک داروی خواب‌آور و از مشتقات باربیتورات است.